# Hammett-Gleichung
Die Hammett-Gleichung stellt einen quantitativen Zusammenhang zwischen der Struktur von chemischen Reaktanten und deren Reaktivität her. Sie ist eine lineare freie-Enthalpie-Beziehung (Linear Free Energy Relationships, LFER). Sie gilt allgemein, wird jedoch für unterschiedliche Reaktionen oder Reaktanten unterschiedlich parametrisiert.
Die Gleichung fällt in das Teilgebiet der Physikalischen Organischen Chemie.

## Allgemeines
Der amerikanische Chemiker Louis Plack Hammett entwickelte diese Beziehung für Substitutionsreaktionen an zweitsubstituierten Benzolen. Betrachtet man bei der alkalischen Hydrolyse von substituierten Benzoesäureestern die relativen Geschwindigkeitskonstanten bezogen auf den unsubstituierten Ester, sowie den relativen pKs-Wert des Esters bezogen auf die entsprechend substituierte Benzoesäure, so erhält man bei doppeltlogarithmischer Darstellung den Graphen einer Linearfunktion. Eine Ausnahme bilden ortho-substituierte Benzoesäuren, da bei ihnen entropische Effekte aufgrund der Nähe der Estergruppe und des Zweitsubstituenten eine Rolle in der Reaktivität spielen.
Die allgemeine Form der Gleichung lautet:
{\displaystyle \log(k_{\text{rel}})\propto \log(K_{\text{rel}})=\rho \sigma }
mit
{\displaystyle k}: Geschwindigkeitskonstante
{\displaystyle K}: Gleichgewichtskonstante
Der Einfluss des Substituenten kann durch die Differenz der freien Gibb’schen Enthalpie der unterschiedlichen Reaktionen beschrieben werden. x bezeichnet einen unbestimmten Substituenten, H steht für den Referenzsubstituenten Wasserstoff:
{\displaystyle \Delta G_{x}-\Delta G_{H}=\log \!\left({\frac {K_{x}}{K_{H}}}\right)=\sigma _{x}}
Zusätzlich sei:
{\displaystyle {\frac {K_{x}}{K_{H}}}=K_{\text{rel}}\quad {\text{und}}\quad {\frac {k_{x}}{k_{H}}}=k_{\text{rel}}}
Man erkennt, dass auch {\displaystyle \log(k_{\text{rel}})} gegen {\displaystyle \sigma } aufgetragen werden kann. Zusätzlich fügt man einen Proportionalitätsfaktor {\displaystyle \rho } hinzu, sodass man die oben erwähnte allgemeine Form der Hammett-Gleichung erhält.
Man korreliert also eine kinetische Größe mit einer thermodynamischen, um auf eine Korrelation von Reaktivität und Struktur zu schließen. Man nutzt also den Zusammenhang zwischen Reaktivität und Kinetik, sowie zwischen Struktur und Thermodynamik, um über die dritte Verbindung von Kinetik und Thermodynamik in der Hammett-Beziehung, einen quantitativen Zusammenhang zwischen Reaktivität und Struktur herzustellen.
Für die Seitenkettenreaktionen von meta- und para-substituierten Benzol-Derivaten gelten die beiden folgenden Formen der Hammett-Gleichung bezogen auf die Reaktionsgeschwindigkeiten bzw. Gleichgewichte.
{\displaystyle \log(k)=\log(k_{o})+\rho \cdot \sigma }
{\displaystyle \log(K)=\log(K_{o})+\rho \cdot \sigma }
log(ko) bzw. log(Ko) sind hierbei die Achsenabschnitte, wenn am log(k) bzw. log(K) gegen die Substitutionskonstante σ bei konstanter Reaktionskonstante ρ aufträgt.
Ausgewählte Substitutionskonstanten substituierter Benzoesäuren:
| Substituent | σ (meta) | σ (para) |
| ----------- | -------- | -------- |
|             |          |          |
| CH3         | −0,07    | −0,16    |
| C6H5        | 0,06     | −0,01    |
| COOH        | 0,37     | 0,45     |
| OMe         | 0,10     | −0,27    |
| OH          | 0,13     | −0,38    |
| Cl          | 0,37     | 0,22     |
| NH2         | 0,00     | −0,57    |
| NMe2        | −0,21    | −0,83    |
| NO2         | 0,71     | 0,78     |
| SH          | 0,25     | 0,15     |
| SO2Me       | 0,64     | 0,73     |

## Parameter
{\displaystyle \sigma } wird Substituentenparameter genannt, man postuliert, er sei unabhängig von {\displaystyle \rho }, dem Reaktionsparameter. Dies stellt nur eine Näherung dar, weil eine Reaktion mit unterschiedlichen Substituenten nie nach exakt dem gleichen Weg verläuft. Für Substituenten in Para- oder Meta-Stellung ist diese Annahme aber zulässig. Qualitativ lässt sich konstatieren, dass der Reaktionsparameter die Empfindlichkeit einer Reaktion für Substituenteneffekte darstellt.

### Substituentenparameterσ0
Da die Größe des Substituentenparameters auch von weiteren Reaktionsbedingungen, wie z. B. dem Lösungsmittel abhängt, werden im Allgemeinen standardisierte Substituentenparameter {\displaystyle \sigma ^{0}} benutzt, die über viele Reaktionen gemittelt wurden. Der Betrag dieser Größe charakterisiert die Fähigkeit eines Substituenten, auf die Elektronenverteilung im Übergangszustand einzuwirken. Die Werte für {\displaystyle \sigma } sind tabelliert und für jede Reaktion, sowie der Position und der Art des Substituenten unterschiedlich.
Man unterscheidet zwei verschiedene Substituenteneffekte, die zu einem Substituentenparameter führen.
- Resonanz- oder Mesomerieeffekt (R oder M)
- Induktiver Effekt (I)

+I Effekten können nur von Alkylresten – über Hyperkonjugation – oder Substituenten, die elektropositiver als Kohlenstoff sind, z. B. Silizium oder Bor – ausgelöst werden.
Sofern induktive und mesomere Effekte gegenläufig sind, dominiert im Allgemeinen der mesomere Effekt.
So findet man im Wesentlichen vier Substituententypen:
- Alkyl-Gruppen, -SiR3, -BR2 +I

- {\displaystyle \pi }-Akzeptorgruppen -R, -I

z. B. Carbonyl-, Nitro-, Nitril- oder Sulfatgruppen
- Gruppen mit ungebundenen Elektronenpaaren +R, -I

z. B. sek. Amin-, Ether-, Thioether-, Halogenidgruppen
- Kationische Gruppen -I

z. B. -NR3+ oder -PR3+

## Nichtlinearität

### Mechanistische Effekte
Mechanistische Effekte sind ursächlich für eine Änderung im Reaktionsparameter {\displaystyle \rho }.
Unter Umständen können zwei verschiedene Reaktionsmechanismen miteinander konkurrieren, die eine vergleichbare Aktivierungsenergie besitzen, aber einen sehr unterschiedlichen Elektronenbedarf. Dadurch kann es zu einem nichtlinearen Kurvenverlauf des Hammett-Graphen kommen. Im Falle des Wechsels des Reaktionsmechanismus kann der Graph in lineare Teilbereiche zerlegt werden. Es existieren also lineare Abschnitte unterschiedlicher Steigung und damit unterschiedlichem Reaktionsparameter {\displaystyle \rho }.
Weiterhin können Mechanismen mit Zwischenschritten zu nichtlinearem Verhalten führen. Im Allgemeinen ist der langsamste Reaktionsschritt in einer Folge verantwortlich für die Gesamtgeschwindigkeit. Durch Veränderung der Substituenten kann der geschwindigkeitsbestimmende Schritt einer Reaktionsfolge wechseln, wodurch es zu nichtlinearen Kurvenverläufen kommt. Gegebenenfalls besteht die Funktion auch nicht mehr aus linearen Teilbereichen, wenn der Wechsel langsam und kontinuierlich vonstattengeht. In diesem Fall erhält man Graphen mit einer Krümmung.

### Konjugationseffekte
Konjugationseffekte führen zu einer Variation im Substituentenparameter {\displaystyle \sigma }. Wenn ein Substituent mit einem zweiten Substituenten in para-Stellung steht, kann es im Übergangszustand zu einem konjugierten System kommen, welches beide Substituenten einbezieht. Dieser Effekt ist vom normalen Mesomerieeffekt zu unterscheiden und wirkt zusätzlich auf die Reaktivität. So kommt es zu einem nichtlinearen Kurvenverlauf. Um dem zu begegnen, entwickelte man weitere Substituentenkonstanten {\displaystyle \sigma ^{+}} und {\displaystyle \sigma ^{-}}. Erstere für {\displaystyle \pi }-Donoren, letztere für {\displaystyle \pi }-Akzeptoren. Man legt für beide Fälle eine Bezugsreaktion fest, um die relativen Größen zu erhalten.
Dieser Sachverhalt kann bei der Aufklärung des Mechanismus einer Reaktion helfen. Findet man eine Korrelation mit {\displaystyle \sigma ^{+}} oder {\displaystyle \sigma ^{-}} Parametern statt {\displaystyle \sigma ^{0}}, so liegt wahrscheinlich ein durchkonjugierter Übergangszustand vor.
Als Bezugsreaktionen für {\displaystyle \sigma ^{+}}-Werte dient die Hydrolyse von substituiertem Cumylchlorid. Für {\displaystyle \sigma ^{-}}-Werte verwendet man die Dissoziation von substituiertem Anilin.
Trotz dieser drei möglichen Parametersysteme kann es zu nichtlinearem Verhalten kommen. In diesem Fall führt man einen zusätzlichen Parameter r ein, der als Wichtungsfaktor für eine Summe aus {\displaystyle \sigma ^{+}}- und {\displaystyle \sigma ^{0}}-Werten dient. Ist der Wert eins, korreliert der Kurvenverlauf nur mit {\displaystyle \sigma ^{+}}, ist er null nur mit {\displaystyle \sigma ^{0}}. Somit können auch Reaktionen, die zwischen diesen Extremen liegen, abgebildet werden.

## Erweiterung nach Taft
In aliphatischen Systemen liegen Substituent und Reaktionszentrum in der Regel näher aneinander, sodass auch sterische Effekte berücksichtigt werden müssen. Weiterhin trennt man die Parameter {\displaystyle \sigma } und {\displaystyle \rho } in ihre Bestandteile nach I- und R-Effekt auf. Beispielsweise betrachte man die Hydrolyse eines aliphatischen Esters und macht folgende Annahmen:
1. Elektronische Effekte sind schwach in der sauren Hydrolyse
2. Elektronische Effekte sind stark in der alkalischen Hydrolyse
3. Keine Resonanzeffekte entlang einer gesättigten C-Kette

Allgemein lässt sich die Lineare freie Enthalpiebeziehung für diesen Fall aufstellen:
{\displaystyle \log \!\left({\frac {k_{x}}{k_{H}}}\right)=\rho _{I}\sigma _{I}+\rho _{R}\sigma _{R}+E_{s}}
Mit den Annahmen (1) und (3) folgt:
{\displaystyle \log \!\left({\frac {k_{x}^{A}}{k_{H}^{A}}}\right)=E_{s}}(*)
Zusätzlich geben die Annahmen (2) und (3):
{\displaystyle \log \!\left({\frac {k_{x}^{B}}{k_{H}^{B}}}\right)=\rho _{I}\sigma _{I}+E_{s}}
Mit den letzten beiden Gleichungen lässt sich ein Satz neuer Parameter definieren, sodass sich der sterische Parameter {\displaystyle E_{s}} gerade aufhebt:
{\displaystyle \log \!\left({\frac {k_{x}^{A}}{k_{H}^{A}}}\right)-\log \!\left({\frac {k_{x}^{B}}{k_{H}^{B}}}\right)=\rho _{I}\sigma _{I}=\rho ^{*}\sigma ^{*}}
Wenn man für {\displaystyle \rho ^{*}} einen Wert aus den Hammett-Parametern nimmt, so lässt sich der neue Parameter {\displaystyle \sigma ^{*}} errechnen. Somit lässt sich die Taft-Gleichung aufstellen:
{\displaystyle \log \!\left({\frac {k_{x}}{k_{M}e}}\right)=\rho ^{*}\sigma ^{*}(+\rho _{s}E_{s})}
Den sterischen Parameter {\displaystyle E_{s}} kann man aus (*) errechnen, als Referenz für die Geschwindigkeitskonstanten wird der Methyl-Substituent gewählt. Die Taft-Gleichung stellt somit einen Formalismus bereit, um Systeme zu quantifizieren, bei denen sterische Effekte im Reaktionsverlauf eine Rolle spielen.